# Carol Thatcher
Pour les articles homonymes, voir Thatcher (homonymie).
Carol Thatcher, née le 15 août 1953, est une journaliste britannique. Elle est la fille de l'ancienne Première ministre britannique Margaret Thatcher et de son époux Denis Thatcher.

## Biographie
Carol Thatcher, prématurée de 6 semaines, naît le 15 août 1953. Elle est la jumelle de Mark. À ce moment-là, Margaret Thatcher n'a encore jamais occupé de mandat (le premier, celui de parlementaire, commence en 1959). De sa mère, Carol en retient une femme absente. Carol en avait peur et dira : « Ma mère est dans mes souvenirs d'enfance une “superwoman” avant que l'on invente l'expression. Elle n'était jamais là, jamais détendue, elle faisait les tâches ménagères à une vitesse hallucinante pour retourner à son travail parlementaire ou pour rédiger un discours ». 
Après des études universitaires brillantes, elle commence une carrière prometteuse de journaliste et de productrice à la télévision. Elle publie en parallèle des livres et rédige des articles pour des magazines ou des journaux. Elle a obtenu la seule interview que son père Denis aura donné de sa vie. En 2007, elle réalise un documentaire aux Malouines et en Argentine, Mummy's War.
En 2008, elle publie A Swim-on Part in the Goldfish Bowl: A Memoir dans lequel elle relate la santé fragile de sa mère, atteinte de démence. Margaret Thatcher lui a affirmé que sa place dans l'Histoire était assurée.
Journaliste à la BBC, elle en est licenciée en 2009 à la suite de ses propos jugés racistes hors antenne visant le tennisman français Jo-Wilfried Tsonga, comparé à un Golliwog (une poupée de chiffon représentant un noir que l'on trouvait dans le monde anglo-saxon jusque dans les années 1970). Ensuite, elle s'occupe de sa mère à la santé déclinante.
Dans les années récentes, Carol ne voit que peu ses enfants qui vivent à l'étranger. Le 8 avril 2013, Carol et Mark annoncent dans un communiqué que « leur mère la baronne Thatcher s'est éteinte paisiblement après une attaque » aux alentours de 11 h à l'hôtel Ritz de Londres, où elle habitait depuis un certain temps. Ils assistent à ses obsèques cérémoniels le 17 avril à la cathédrale Saint-Paul, dont les planifications avaient commencé en 2009, puis leur mère est incinérée.

## Dans la culture populaire
Elle participe à des émissions de téléréalité, notamment I'm a Celebrity...Get Me Out of Here! qu'elle remporte (saison 5, en 2005).
Dans le film biographique La Dame de fer sorti en 2011, elle est jouée par Olivia Colman. Le film mettant en scène Margaret Thatcher au soir de sa vie, qui se remémore des moments passés, le rôle de Carol est surtout celui de la fille qui s'occupe de sa mère âgée, veuve, et atteinte de la maladie d'Alzheimer.
Dans la série télévisée The Crown, elle est interprétée par Rebecca Humphries.